# Les Comédiens (chanson)
Pour les articles homonymes, voir Comédien (homonymie).
Pistes de Les Comédiens
Tu n'as plus
Les Comédiens est une chanson interprétée par Charles Aznavour, publiée pour la première fois comme single 45 tours en 1962 chez Barclay Records.

## Composition
Les paroles de la chanson sont de Jacques Plante, également auteur de La Bohème et de For me formidable. Les Comédiens devait s'appeler initialement Les Étudiants. La chanson est composée sur du la majeur sur des arrangements typiques des années 1960.
Elle raconte l'histoire d'artistes ambulants (« Viens voir les comédiens / Voir les musiciens / Voir les magiciens / Qui arrivent ») arrivant au cœur du village (« Devant l'église une roulotte peinte en vert / Avec les chaises d'un théâtre à ciel ouvert »), jouant dans un théâtre de tréteaux (« Quand les trois coups retentiront dans la nuit / Ils vont renaître à la vie, les comédiens ») et repartant rapidement vers d'autres horizons (« Mais pour l'instant ils traversent dans la nuit / D'autres villages endormis, les comédiens ».
Charles Aznavour a baigné lui-même durant son enfance dans une ambiance de théâtre et de musique. Ses débuts se feront d'ailleurs comme comédien, pour se concentrer à partir des années 1940 sur la chanson à la suite de sa rencontre avec Pierre Roche et Édith Piaf.

## Reprise
Les Comédiens est reprise par Les Compagnons de la chanson en 1962.